# آيت ولال (تاكوشت 2)
آيت ولال هو دُوَّار يقع بجماعة تاكوشت، إقليم الصويرة، جهة مراكش آسفي في المملكة المغربية. ينتمي الدوّار لمشيخة تاكوشت 2 التي تضم 3 دواوير. يقدر عدد سكانه بـ 458 نسمة حسب الإحصاء الرسمي للسكان والسكنى لسنة 2004.

## وصلات خارجية
- البوابة الوطنية للجماعات الترابية
- المندوبية السامية للتخطيط